# ARM Cortex-A76
Az 
ARM Cortex-A76 (kódnevén Enyo) 
egy ARMv8.2-A utasításkészletet implementáló 64 bites központi egység,
alacsony fogyasztású, nagy teljesítményű ARM mikroarchitektúra, amelyet az ARM Holdings austini tervezőközpontja tervezett a mobil piac számára.
Az ARM állítása szerint 25% és 35%-kal megnövelt fixpontos és lebegőpontos teljesítményt mutat elődjéhez, a Cortex-A75 processzorhoz képest.

## Tervezés
A Cortex-A76 fejlesztése 2013-ban kezdődött. Az ARM hivatalosan 2018 május 31-én jelentette be az Enyo-t a Computex expón.
A Cortex-A76 az ARM Cortex-A73 és ARM Cortex-A75 utódja, bár tervezése tiszta lappal indult.
A Cortex-A76 frontend egy 4 széles dekódolású sorrendtől eltérő (out-of-order) szuperskalár kialakítás. 
Ciklusonként 4 utasítást tud  lehívni. Az utasítás-átnevezés és kiküldés fázisában 4 Mops (Mop: makroművelet), ciklusonként 8 mikroművelet sebességet ér el.
A sorrenden kívüli ablak mérete 128 bejegyzés. 
A backend 8 végrehajtási portot tartalmaz, futószalagja 13 fokozat hosszú, 11 fokozatnyi végrehajtási késleltetéssel.
A mag támogatja a nem privilegizált 32 bites alkalmazásokat, 
ám a privilegizált alkalmazásoknak a 64 bites ARMv8-A architektúrát kell használniuk. 
A processzor az implementált ARMv8.2-A utasításkészleten felül támogatja az ARMv8.3-A-ban megjelent Load acquire (LDAPR) utasításokat,
a ARMv8.4-A skaláris szorzás utasításait,
és az ARMv8.5-A
PSTATE Speculative Store Bypass Safe (SSBS) bit és a spekulációs korlát (CSDB, SSBB, PSSBB) utasításokat.
A memória sávszélessége 90%-kal nőtt az A75-höz képest.
Az ARM szerint, az A76 várhatóan kétszer akkora teljesítményt nyújt, mint az A73 és a mobil munkaterheléseken túli célcsoportot is célozza.
A teljesítmény a „laptophasználó” technikai célközönséget ill. eszközeit célozza, beleértve a Windows 10-es eszközöket is, 
amelyek versenyképesek lesznek az Intel Kaby Lake (7xxx) processzorral (ezek a processzorok mára a belépő szintet képviselik).
A Cortex-A76 támogatja az ARM DynamIQ technológiáját, ezen belül várhatóan nagy teljesítményű magokként lesznek alkalmazva, a kisebb Cortex-A55 energiatakarékos magokkal együtt.

## Licencelés
A Cortex-A76 a licencelők számára SIP magként áll rendelkezésére, 
és kialakítása alkalmassá teszi arra, hogy más SIP-magokkal (például GPU, képernyővezérlő, DSP, képfeldolgozó processzor, stb.) egy lapkára, egylapkás rendszert (SoC) alkotó egységbe integrálható legyen.

## Használat
A Cortex-A76-ot először a HiSilicon Kirin 980-ban használták.
Az ARM együttműködött a Qualcommal a Cortex-A76 egy módosított változatának elkészítésében, amelyet a Qualcomm felsőkategóriás rendszereiben használtak:
a Kryo 495 (Snapdragon 8cx), Kryo 485 (Snapdragon 855 és 855 Plus), valamint a középkategóriás Kryo 460 (Snapdragon 675) és Kryo 470 (Snapdragon 730) CPU-kban. A Qualcomm egyik módosítása az utasításátrendező puffer megnövelése volt a sorrenden kívüli (out-of-order) ablak méretének növelése céljából.
Használják még az Exynos 990, Exynos Auto V9,
MediaTek Helio G90/G90T/G95, Dimensity 800 és 820, HiSilicon Kirin 985 5G és Kirin 990 4G/990 5G/990E 5G csipekben.
A Cortex-A76 megtalálható a Snapdragon 855-ben, mint „nagy (big)” mag.
A Cortex-A76-et szintén „nagy (big)” mag szerepében használják az Intel Agilex D-sorozatú FPGA egylapkás rendszer (SoC) eszközökben.
2020-ban Cortex-A76-et alkalmaztak (A55-ös magok mellett) a Rockchip RK3588 és RK3588S processzorokban.

## ARM Cortex-A76AE
2018 szeptemberében jelent meg a Cortex-A76AE, a Cortex-A76 processzor továbbfejlesztett változata, egy nagy teljesítményű ARM Cortex-A processzormag, amely az intelligens autóipari alkalmazásokat célozza.
Ez a vállalat első processzoros IP-je, amelyet kifejezetten autonóm járművekhez terveztek.
Az AE család első tagja – az „AE” a Cortex-A76AE-ben az „Automotive Enhanced” rövidítése, egy új jelölés, amelyet speciális járműfedélzeti feldolgozási jellemzőkkel rendelkező chipek számára tartanak fenn.
Része az Arm Safety Ready programnak, amely az Arm portfóliójában olyan termékek gyűjteménye, amelyek különböző és szigorú szintű funkcionális biztonsági szisztematikus folyamatokon és fejlesztéseken mentek keresztül.
A processzor legfontosabb újítása a Dual Core Lock-Step (DCLS, kétmagos lépésenkénti zárolás) rendszer bevezetése, amely magában foglalja a Split-Lock üzemmódkapcsolási funkciót, amely a fokozottan hibatűrő kialakításokat támogatja.
A Split-Lock támogatás lehetővé teszi az SoC fejlesztők ill. az OEM-ek számára, hogy a magokat két módban használják: Split módban a magok függetlenül működnek, így elérhető a legnagyobb többmagos teljesítmény; a Lock üzemmód egy vagy két CPU-párt szinkronizál a biztonságosabb, kevésbé hibára hajlamos feldolgozás érdekében.
Lock üzemmódban két mag utasításonként ugyanazt a kódot hajtja végre redundáns módon, és az eredményt a processzorban lévő hardver hasonlítja össze és megszakítást generál az operációs rendszer / firmware felé, ha eltérés van a két eredmény között. Az ARM megoldása teljes mértékben a hardverre támaszkodik. Ez a system-on-chip az ASIL D-t, az ISO által meghatározott legmagasabb szintű biztonsági besorolást célozza meg.
A Cortex-A76AE támogatja a DynamIQ technológiát, és 7 nm-es eljárással történő gyártásra optimalizálták.
Jellemzői a szuperskalár processzormag, teljes soron kívüli feldolgozás, nem blokkoló, nagy áteresztőképességű L1 gyorsítótárak.
Teljesítménye a Cortex-A75-höz képest 35%-kal nagyobb magonként és energiahatékonysága 40%-kal jobb magonként.
Fogyasztása 30 watt alatti, és több mint 250 KDMIP számítási teljesítményt érhet el.
2023 első felében még nincs jele annak, hogy az A76AE magot kereskedelmi termékben alkalmaznák, ismert felhasználása nincs.

### Technikai jellemzők
A Cortex-A76AE technikai jellemzői szinte teljesen megegyeznek a Cortex-A76 processzoréval, a különbség csak a beépített DCLS rendszer és a megnövelt memóriavédelem.
A funkcióiban igen hasonlít a Cortex-A65AE processzorra.
| Architektúra                         | Armv8-A (Harvard) |
| Kiterjesztések                       | Armv8.1 kiterjesztések Armv8.2 kiterjesztések Kriptográfiai kiterjesztések RAS kiterjesztések Armv8.3 (csak az LDAPR utasítások) Armv8.4 skaláris szorzás (dot product) |
| Utasításkészlet                      | A64 A32, T32 (csak EL0 szinten) |
| Mikroarchitektúra                    | soron kívüli végrehajtású futószalag szuperskalár NEON SIMD / lebegőpontos támogatás opcionális kriptográfiai egység legfeljebb 4 CPU mag egy klaszterben fizikai címzés (Pysical Addressing, PA): 40 bites                                                                       |
| Memóriarendszer és külső interfészek | L1 utasítás- (I-cache) és adat-gyorsítótár (D-cache): 64 KiB L2 gyorsítótár 128 KiB-től 512 KiB-ig L3 gyorsítótár opcionális 512 KiB–4 MiB * ECC támogatás nagy fizikai címkiterjesztés (LPAE): van buszinterfészek: AMBA ACE vagy CHI opcionális ACP opcionális periféria-portok |
| Funkcionális biztonság               | Dual Core Lock-Step (DCLS): van, Lock mód Memóriavédelem, interfész-védelem: van biztonsági képességek: ASIL D hardverdiagnosztikai metrika, rendszerfejlesztés támogatása kiterjesztett biztonsági csomag                                                                        |
| Egyéb                                | TrustZone biztonsági rendszer Megszakítások: GIC interfész, GICv4 Armv8-A generikus időzítő PMU (Performance Monitor Unit): PMUv3 Armv8-A (+ Armv8.2-A) hibakeresési kiterjesztések CoreSight v3 Embedded Trace Macrocell ETMv4.2 (utasítás nyomkövetés)                          |

1. ↑  Az L3 gyorsítótárat a DynamIQ Shared Unit (DSU) egység tartalmazhatja.

## Fordítás
Ez a szócikk részben vagy egészben  az   ARM Cortex-A76 című angol Wikipédia-szócikk ezen változatának fordításán alapul.  Az eredeti cikk szerkesztőit annak laptörténete sorolja fel. Ez a jelzés csupán a megfogalmazás eredetét és a szerzői jogokat jelzi, nem szolgál a cikkben szereplő információk forrásmegjelöléseként.